# Тараба (држава)
Тараба је једна од савезних држава Нигерије. Налази се у источном делу земље, а главни град државе је град Џалинго. 
Држава Тараба је формирана 1991. године. Заузима површину од 54.473 km² и има 2.688.944 становника (подаци из 2005). 